# Vodnyj stadion (stanice metra v Moskvě)
Vodnyj stadion (rusky Во́дный стадио́н, do češtiny přeložitelné jako Vodní stadion) je stanice moskevského metra na Zamoskvorecké lince, v její severní části. Pojmenována je podle nedalekého stadionu.

## Charakter stanice
Stanice je podzemní, mělce, umístěná pouhých 6 m hluboko pod zemí, vyprojektovaná a vybudovaná podle unifikovaného konceptu. Její ostrovní nástupiště podpírají dvě řady (celkem čtyřiceti) sloupů obložených tmavým mramorem. Výstupy ze stanice vycházejí dva, každý do jednoho vestibulu (jeden z nich je povrchový). Obklad stěn za nástupištěm je proveden z dlažby bílé a modré barvy a má symbolizovat vodu.
Vodnyj stadion byl postaven v roce 1964 jako součást severního prodloužení druhé linky ze stanice Sokol do současné severní konečné. Rečnoj vokzal. Stanici podle statistik z roku 2002 využívá celkem 68 tisíc lidí denně.